# Colonia Dignidad

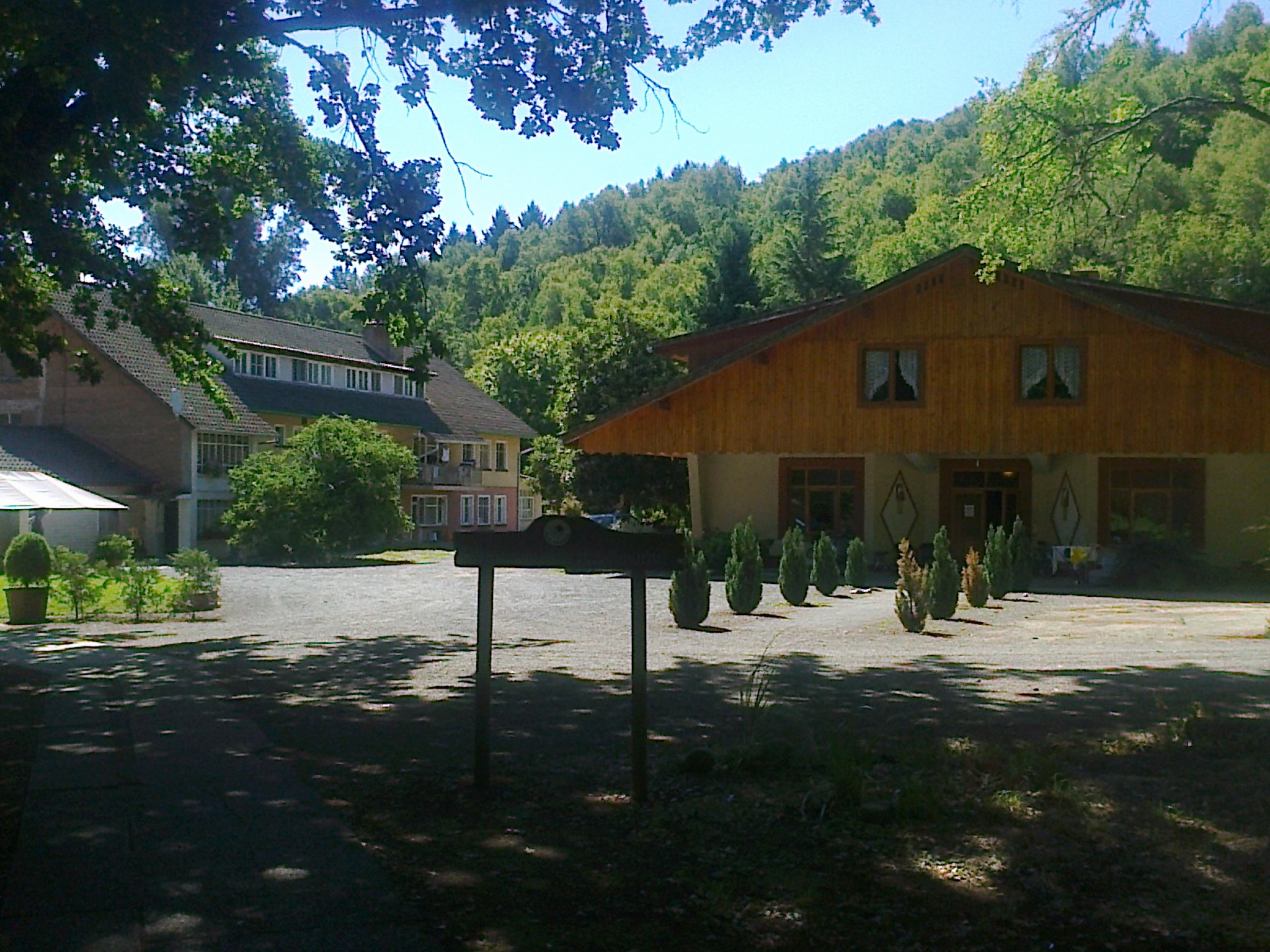
Villa Baviera współcześnie (2014)

Colonia Dignidad (pełna nazwa: La Sociedad Benefactora y Educacional Dignidad, obecnie Villa Baviera) – osada założona przez Paula Schäfera w południowym Chile, niedaleko miasta Catillo, w odizolowanym miejscu prowincji Linares. Osadnictwo w tym miejscu rozpoczęto w połowie lat 50. XX wieku. 
Colonia Dignidad obok Villi Grimaldi uznawana jest za jedno z najważniejszych miejsc więzienia, torturowania i mordowania ludzi w czasie dyktatury wojskowej Augusto Pinocheta.

## Funkcjonowanie
Kolonia urosła do 300 mieszkańców, zarówno Niemców, jak i Chilijczyków, osiągnęła 137 km². Głównym zajęciem w kolonii było rolnictwo. Posiadała ona szkołę, szpital, lotnisko, a nawet własną elektrownię. Kolonia była tajemnicza, otoczona drutem kolczastym, wieżami strażniczymi. Posiadała również ukryte zapasy broni. Odosobnienie kolonii i panująca wokół niej zmowa milczenia doprowadziły do powstania wielu spiskowych teorii na temat jej funkcjonowania, mieszających przy tym prawdę z legendami, włączając w to opowieści o okultystycznej sekcie prowadzonej przez nazistów. Inni uważali mieszkańców kolonii za nieszkodliwych dziwaków.
Niektórzy uciekinierzy z kolonii opisywali ją jako siedzibę sekty, gdzie ich lider Paul Schäfer posiadał władzę absolutną. Twierdzili, że mieszkańcy nie mieli prawa opuszczania kolonii i byli ściśle podzieleni ze względu na płeć. Korzystanie z telewizji oraz telefonów było zabronione. Według nich mieszkańcy ubierali się w bawarskie stroje oraz śpiewali pieśni ludowe. Seks był zabroniony, niektórych mieszkańców zmuszano do brania narkotyków, by zmniejszyć ich potrzeby. Surowa dyscyplina oraz tortury miały być na porządku dziennym. Schäfer miał twierdzić, że dyscyplina wzbogaca duchowo.

## Paul Schäfer
Paul Schäfer w czasie II wojny światowej był sanitariuszem w szpitalu polowym w okupowanej Francji. Po wojnie związał się jako animator z ewangelickimi ruchami młodzieżowymi. Został również wychowawcą w ośrodku opiekuńczym dla dzieci w Heidenheim. Po postawieniu mu w 1961 zarzutu pedofilii uciekł z Niemiec do Chile, gdzie założył Kolonię Dignidad i został jej przywódcą. 20 maja 1997 uciekł z Chile, poszukiwany przez władze, badające zarzuty o molestowanie 26 chłopców w kolonii. W marcu 2005 został aresztowany w Argentynie, ekstradowany do Chile. 
6 sierpnia 2005 chilijskie władze wkroczyły do kolonii i zajęły jej majątek jako materiał dowodowy w śledztwie przeciwko jej byłym przywódcom. W kwietniu 2006 byli mieszkańcy kolonii wystosowali publiczne przeprosiny i prosili o wybaczenie za 40 lat łamania praw człowieka oraz z powodu molestowania dzieci. W liście opublikowanym w „El Mercurio”, jednej z największych gazet Chile, stwierdzili, że charyzmatyczny lider Paul Schäfer zdominował ich myśli i ciała, kiedy molestował dzieci.

## Tortury
Śledztwo Amnesty International i chilijskiej Narodowej Komisji Prawdy i Pojednania potwierdziło również, że Colonia Dignidad była wykorzystywana przez chilijskie służby bezpieczeństwa DINA do przetrzymywania i torturowania więźniów politycznych w okresie dyktatury Augusto Pinocheta. Większość z odkrytych przestępstw miała miejsce w latach 1973–1977, jednak precyzyjne daty są trudne do ustalenia. Współpraca Schäfera z Pinochetem zapewniła mu bezpieczeństwo mimo żądań ekstradycji ze strony Niemiec. Po upadku dyktatury w Chile Schäfer poczuł się zagrożony i ukrywał się aż do dnia aresztowania.
Syn szefa DINA Manuela Contrerasa twierdzi, że jego ojciec oraz Pinochet odwiedzili Colonię Dignidad w 1974; twierdził również, że Schäefer i jego ojciec byli dobrymi przyjaciółmi. Obecny przywódca, Villi Baviera, przyznaje, że tortury miały miejsce w starej kolonii, jednak w dzisiejszych czasach mieszkańcy tworzą nową społeczność.
W marcu 2005 były agent DINA Michael Townley potwierdził bliskie związki Colonii Dignidad z DINA, jak również dodał, że znajdowało się tam tajne wojskowe laboratorium broni biologicznej i chemicznej. Okazało się, iż w laboratorium prowadzono eksperymenty na więzionych ludziach. Townley wspomniał także o innym laboratorium umiejscowionym w Via Naranja de lo Curro.

## Składy broni
W czerwcu i lipcu 2005 chilijska policja odnalazła dwa składy broni w okolicy kolonii. Pierwszy znajdował się wewnątrz kolonii Dignidad, zawierał trzy kontenery z karabinami maszynowymi, karabinkami szturmowymi, wyrzutniami rakiet oraz dużym składem amunicji, niektóre egzemplarze miały 40 lat. Określono je największym arsenałem broni kiedykolwiek znalezionym w prywatnych rękach w Chile. Drugi skład znajdował się niedaleko restauracji, w której żywili się mieszkańcy, w arsenale znajdowały się wyrzutnie rakiet oraz granaty.

## Villa Baviera
Obecny lider kolonii, Peter Müller, twierdzi, że nastąpiły w niej zmiany oraz że przystąpił do modernizacji tego miejsca i jego otwarcia na świat. 